# Tong Fei
Tong Fei (童非S; 25 marzo 1961) è un ex ginnasta cinese.

## Palmarès

### Olimpiadi
- 2 medaglie:
  - 2 argenti (Los Angeles 1984 nel concorso a squadre; Los Angeles 1984 nella sbarra)

### Mondiali
- 7 medaglie:
  - 4 ori (Budapest 1983 nel concorso a squadre; Budapest 1983 nel corpo libero; Montréal 1985 nel corpo libero; Montréal 1985 nella sbarra)
  - 1 argento (Montréal 1985 nel concorso a squadre)
  - 2 bronzi (Mosca 1981 nel concorso a squadre; Budapest 1983 nelle parallele simmetriche)